# Сагапонак (Њујорк)
Сагапонак (енгл. Sagaponack) град је у америчкој савезној држави Њујорк.

## Демографија
По попису из 2010. године број становника је 313, што је 269 (-46,2%) становника мање него 2000. године.
| Група             | 2000.       | 2010.       |
| Белци             | 530 (91,1%) | 295 (94,2%) |
| Афроамериканци    | 15 (2,6%)   | 4 (1,3%)    |
| Азијати           | 15 (2,6%)   | 2 (0,6%)    |
| Хиспаноамериканци | 20 (3,4%)   | 7 (2,2%)    |
| Укупно            | 582         | 313         |